# Hemolithine
Hemolithine is een ijzer- en lithiumhoudend eiwit dat is aangetroffen in een meteoriet Het is mogelijk de eerste ontdekking van een proteïne met een buitenaardse oorsprong. De proteïne werd gedetecteerd door een team van wetenschappers van de Harvard-Universiteit. De studie is een uitbreiding van gepubliceerde en nog te publiceren resultaten van de wetenschappelijke teams.

## Bron
Het hemolithineproteïne werd aangetroffen in twee meteorieten, beide koolstofchondrieten, de Allende uit Mexico en de Acfer 086 die in 1990 werd ontdekt in Agemour, Algerije.

## Structuur
Hemolithine werd ontdekt met behulp van MALDI-massaspectrometrie en bestaat voornamelijk uit de aminozuren glycine en hydroxyglycine. Naast deze aminozuren werden de elementen zuurstof lithium en ijzer aangetroffen. De proteïne bevat tevens een hoog gehalte aan deuterium. Een dergelijk hoog deuteriumgehalte worden nergens op Aarde aangetroffen, maar wel vaak op niet-periodieke kometen wat suggereert dat de proteïne werd gevormd in de protoplanetaire schijf of zelfs eerder in interstellaire moleculaire wolken die al bestonden lang voor de geboorte van de zon.
Hemolithine zou kunnen zijn ontstaan uit glycine dat vervolgens een koppeling maakt met andere glycinemoleculen en een polymeer vormt, dat daarop verbindingen aangaat met ijzer- en zuurstofatomen. De ijzer- en zuurstofatomen bevinden zich aan de uiteindes van het molecuul, waar ze als ijzeroxides in staat zijn om fotonen te absorberen. Hierdoor zou het molecuul in staat moeten zijn water (H2O) te splitsen in waterstof en zuurstof. Het splitsen van watermoleculen levert energierijke deeltjes op en dit zou van pas komen bij de ontwikkeling van leven.
Vooraanstaand exobioloog en chemicus Jeffrey Bada, die veel onderzoek doet naar het ontstaan van leven, had echter zijn bedenkingen over de mogelijke ontdekking van de proteïne. Hij gaf aan problemen te zien met de aanwezigheid van het hydroxyglycine, dat volgens hem nooit eerder is waargenomen in meteorieten, of experimenten met vroege levensvormen. Hoewel sommige wetenschappers het onderzoek ondersteunen, doen andere wetenschappers dat juist niet.